# Bassillon-Vauzé
Bassillon-Vauzé település Franciaországban, Pyrénées-Atlantiques megyében. Lakosainak száma 65 fő (2022. január 1.). Bassillon-Vauzé Lembeye, Vidouze, Corbère-Abères, Luc-Armau és Moncaup községekkel határos.

## Népesség
A település népességének változása:
| Lakosok száma | 72   | 71   | 70   | 66   | 64   | 65   | 65   | 66   | 65   |
|               | 2013 | 2015 | 2016 | 2017 | 2018 | 2019 | 2020 | 2021 | 2022 |